# Crepis biennis
Espèce
Classification APG III (2009)

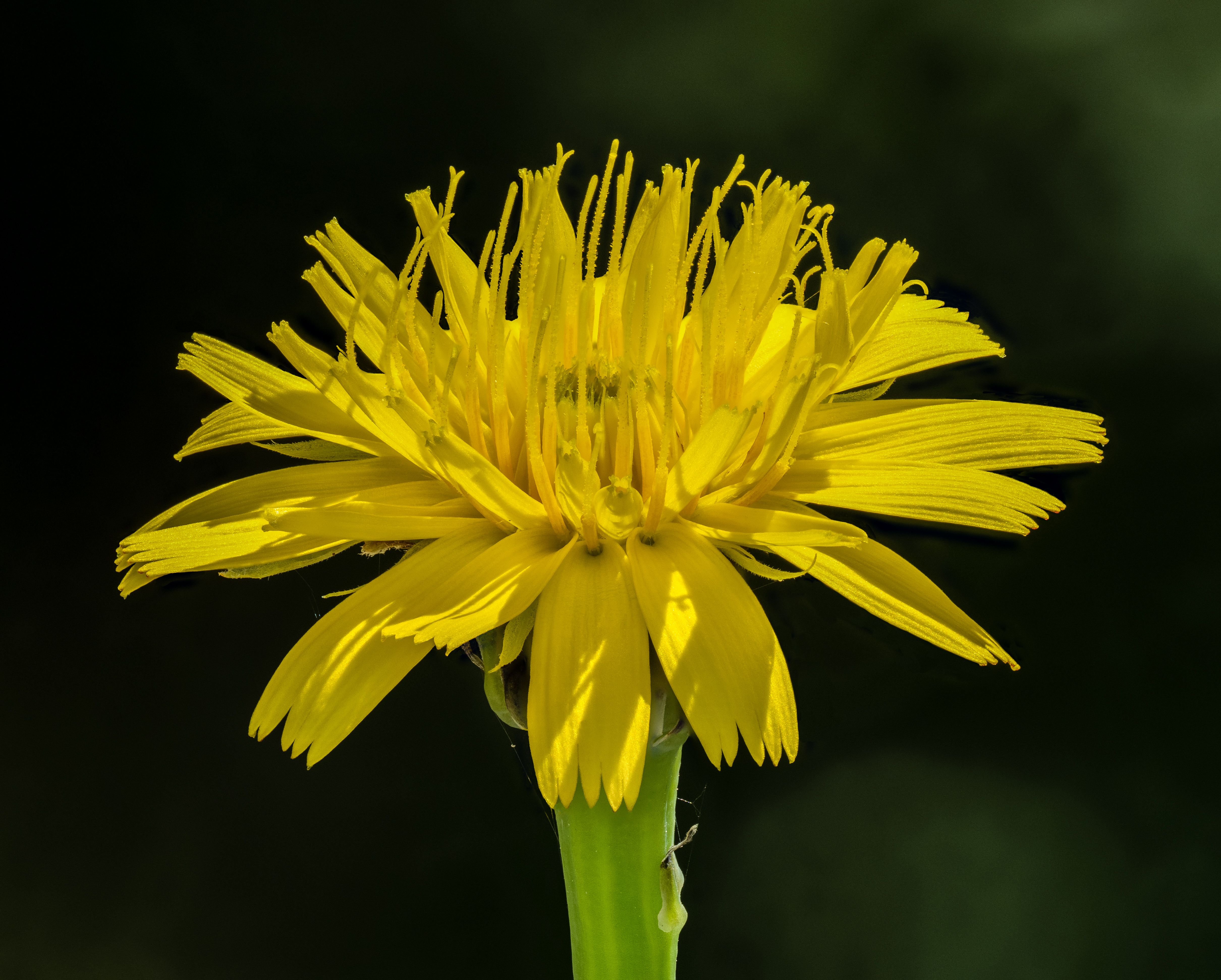
Fleur de Crepis biennis en Juin 2022.

La Crépide bisannuelle ou Crépis bisannuel (Crepis biennis) est une espèce de plante à fleurs de la famille des Asteraceae.

## Description
- Plante herbacée
- Tige dressée, robuste, striée, rameuse dans le haut, hispide, surtout dans le bas, hauteur : 30 à 120 cm
- Feuilles velues-rudes (rarement glabres), les inférieures pétiolées, à limbe oblong, pennatifide à pennatipartite, les caulinaires sessiles, non auriculées[1].
- Les capitules sont nombreux et disposés en panicule corymbiforme lâche. Les bractées externes sont étalées[2].

## Répartition
Commune dans toute la France, jusqu'en Europe centrale. Plus rare dans l'ouest et le sud.